# Sinagoga Beth Hamedrash Hagodol
La Sinagoga Beth Hamedrash Hagodol  es una sinagoga histórica ubicada en Nueva York, Nueva York. La Sinagoga Beth Hamedrash Hagodol se encuentra inscrita  en el Registro Nacional de Lugares Históricos desde el 30 de noviembre de 1999.  

## Ubicación
La Sinagoga Beth Hamedrash Hagodol se encuentra dentro del condado de Nueva York en las coordenadas 40°43′01″N 73°59′18″O / 40.716944, -73.988333.